# Олимпийский проспект (Москва)
Олимпи́йский проспе́кт — улица в Мещанском районе Центрального административного округа Москвы, расположен между Садовым кольцом и Сущёвским валом. Название дано в 1979 году, в связи с проведением Олимпиады. Изначально носил название Северный луч. Первоначально планировалось довести его до Звёздного бульвара.

## Происхождение названия
В 1979 году бывший Самотёчный проезд, часть Орловского переулка и присоединённая к ним новая улица были преобразованы в новый проспект, прошедший вдоль спортивного комплекса «Олимпийский», сооружённого для проведения XXII Олимпийских игр в Москве 1980 года.

## Здания и сооружения
По нечётной стороне:
- № 5, стр. 1 — Гараж-стоянка с офисным блоком (2004, архитекторы Г. Надточий, А. Воронцов, А. Смирнов, А. Назаралиев, Е. Птицын, Л. Яковлева)[2]
- № 7 — Культурно-зрелищный центр (1998—2003, архитекторы А. Локтев, А. Никулин)[3].
- № 7, корп. 2 — Московский дом ветеранов войн и Вооружённых Сил (Моспроект-4, архитекторы А. Боков, А. Иванов, Э. Носкова, О. Галанина, А. Милеева)[4].
- № 9 — Армянский храмовый комплекс с резиденцией Патриаршего Экзарха и Армянским музеем.
- № 11, стр. 1 — здание Школы центра педагогического мастерства (1950-е, типовой проект «Ю-1» архитектора Н. М. Вавировского)[5].

По чётной стороне:
- № 14 — бизнес-центр «Diamond Hall», с марта 2015 года здание является местом расположения субхолдинга «Газпром-медиа развлекательное телевидение» (ГПМ РТВ), где находятся офисы телеканалов «ТНТ», «2x2», «Пятница!» и «ТВ-3»[6], а с недавнего времени — ещё и «Матч ТВ».
- № 16 — Спортивный комплекс «Олимпийский». Главная арена (строение 2) и бассейн (строение 1) снесены в 2020 году[7]
- № 16, стр. 2 — Олимпийский бассейн (1977—1980, архитекторы М. В. Посохин, Б. И. Тхор, Л. С. Аранаускас, Л. Котова, Р. И. Семерджиев)[8].
- № 26 — жилой дом. Здесь жил артист балета, балетмейстер Алексей Чичинадзе[9].

## Общественный транспорт

### Метро
- Станция метро «Цветной бульвар» — в 270 метрах от начала проспекта
- Станции метро «Проспект Мира» (кольцевая) и «Проспект Мира» (радиальная) — ближе к середине проспекта
- Станция метро «Трубная» — в 680 метрах от начала проспекта
- Станция метро «Достоевская» — в 520 метрах от пересечения с улицей Дурова
- Станция метро «Марьина Роща» (радиальная) — в 360 метрах от конца проспекта
- Станция метро «Марьина Роща» (кольцевая) — в 1 километре от конца проспекта

### Автобус
По проспекту проходят автобусы: м5, м53, с538, н6.